# أكبر الكاتدرائيات الأرثوذكسية
| اسم الكاتدرائيه                                         | الصورة | سعة الكاتدرائيه (باعداد المصلين) | المساحة                     | المدينة           | طائفة                                 | الدولة   | سنة البناء                          |
| ------------------------------------------------------- | ------ | -------------------------------- | --------------------------- | ----------------- | ------------------------------------- | -------- | ----------------------------------- |
| كاتدرائية ألكسندر نيفسكى , صوفيا                        |        | 7٬000                            | 3٬180 m² (34,229 sq ft)     | صوفيا             | الكنيسة البلغارية الأرثوذكسية         | بلغاريا  | 1912                                |
| كاتدرائية ألكسندر نيفسكى, تالين                         |        | 5٬000                            | 3٬170 m² (34,125 sq ft)     | تالين             | الكنيسة الروسية الأرثوذكسية           | استونيا  | 1900                                |
| كاتدرائية القديس مرقس القبطية الأرثوذكسية               |        | 5٬000f                           | غير معروف                   | القاهرة           | الكنيسة القبطية الأرثوذكسية           | مصر      | 1968                                |
| كاتدرائية الثالوث المقدس في تبليسى                      |        | 5٬000 m² (53,825 sq ft)          | غير معروف                   | تبليسي            | الكنيسة الجورجية الرسولية الأرثوذكسية | جورجيا   | 2004                                |
| كاتدرائية بوتي                                          |        | 2٬000                            | غير معروف                   | بوتي              | الكنيسة الجورجية الرسولية الأرثوذكسية | جورجيا   | 1906                                |
| كاتدرائية القديس أندروس الأرثوذكسية اليونانية في باتراس |        | 5٬500                            | غير معروف                   | باتراس            | الكنيسة اليونانية الأرثوذكسية         | اليونان  | 1974                                |
| كاتدرائية اجيوس ميناس                                   |        | 8٬000                            | غير معروف                   | هيراكليون         | الكنيسة اليونانية الأرثوذكسية         | اليونان  | 1895                                |
| كنيسة القديس بندلايمون (اثينا, اليونان)                 |        | 10٬000                           | Unknown                     | اثينا             | الكنيسة اليونانية الأرثوذكسية         | اليونان  | 1930                                |
| كنيسة القيامة                                           |        | 10٬000                           | غير معروف                   | اورشليم           | الكنيسة اليونانية الأرثوذكسية         | إسرائيل  | 326                                 |
| كاتدرائية القديسين برويس وجليب في داوغافبيلس            |        | 5٬000                            | غير معروف                   | داوغافبيلس        | الكنيسة الروسية الأرثوذكسية           | لاتفيا   | 1905                                |
| كاتدرائية تيميشوارا الأرثوذكسية                         |        | 5٬000                            | غير معروف                   | تيميشوارا         | الكنيسة الرومانية الأرثوذكسية         | رومانيا  | 1940                                |
| كاتدرائية المسيح المخلص                                 |        | 10٬000                           | 5٬240 m² (57,200 sq ft)     | موسكو             | الكنيسة الروسية الأرثوذكسية           | روسيا    | 1883, demolished 1931, rebuilt 2000 |
| كاتدرائية كازان، سانت بطرسبرج                           |        | 6٬000                            | غير معروف                   | سانت بطرسبرج      | الكنيسة الروسية الأرثوذكسية           | روسيا    | 1811                                |
| الكاتدرائية البحرية في كرنشتات                          |        | 6٬000                            | 5٬325 m² (57,323 sq ft)     | كرنشتات           | الكنيسة الروسية الأرثوذكسية           | روسيا    | 1913                                |
| كنيسة المهد للمسيح                                      |        | 5٬000                            | غير معروف                   | كيشتيم            | الكنيسة الروسية الأرثوذكسية           | روسيا    | 1857                                |
| كاتدرائية نوفوتشركاسك                                   |        | 5٬000                            | غير معروف                   | نوفوتشركاسك       | الكنيسة الروسية الأرثوذكسية           | روسيا    | 1904                                |
| كاتدرائية القديس اسحق                                   |        | 14٬000                           | 3٬125٫82 m² (33.281, sq ft) | سانت بطرسبرج      | الكنيسة الروسية الأرثوذكسية           | روسيا    | 1858                                |
| كاتدرائية القديس نيكولاس البحرية                        |        | 5٬000                            | غير معروف                   | سانت بطرسبرج      | الكنيسة الروسية الأرثوذكسية           | روسيا    | 1753                                |
| كاتدرائية صوفيا                                         |        | 5٬000                            | غير معروف                   | سانت بطرسبرج      | الكنيسة الروسية الأرثوذكسية           | روسيا    | 1788                                |
| كاتدرائية التجلى في دير أوجريشا                         |        | 7٬000                            | غير معروف                   | دزيرجينسكي ,موسكو | الكنيسة الروسية الأرثوذكسية           | روسيا    | 1521                                |
| كاتدرائية القديس سافا                                   |        | 10٬000                           | 5500                        | بلغراد            | الكنيسة الصربية الأرثوذكسية           | صربيا    | 1989                                |
| كاتدرائية سانت مايكلl                                   |        | 12٬000                           | غير معروف                   | تشيركاسى          | الكنيسة الأوكرانية الاورثوذوكسيه      | أوكرانيا | 2000                                |
| كاتدرائية التجلي                                        |        | 10٬000                           | غير معروف                   | أوديسا            | الكنيسة الأوكرانية الاورثوذوكسيه      | أوكرانيا | 1837, rebuilt 2003                  |
| كاتدرائية أوزهورود الأرثوذكسية                          |        | 5٬000                            | غير معروف                   | أوزهورود          | الكنيسة الأوكرانية الاورثوذوكسيه      | أوكرانيا | 1990                                |